# ISSU
L'ISSU - Irish Second–Level Students' Union (in irlandese Aontas na Mac Leinn Iarbhunscoile) è una associazione studentesca che riunisce gli studenti attivi nei Consigli Studenteschi delle Scuole 
Secondarie in Irlanda. È stata fondata nel 2008 come Irish Secondary Students' Union a seguito dello scioglimento dell'USS - Union of Secondary Students. Nel 2009 ha assunto il nome attuale, che include tra i soggetti rappresentati dall'ISSU tutti gli studenti che hanno terminato la Scuola Primaria e non frequentano ancora l'Università.
È membro dell'OBESSU, insieme alle altre maggiori associazioni studentesche delle scuole superiori europee, ed è membro del Consiglio Nazionale dei Giovani d'Irlanda.
La maggior parte delle attività dell'ISSU è volta a:
- Formare gli studenti con l'obiettivo di renderli attivi nei processi decisionali interni alle scuole;
- Cooperare con altri soggetti associativi al fine di rendere le idee degli studenti maggiormente presenti nel dibattito pubblico;
- Fornire servizi agli iscritti.